# Liste des arrêtés de protection de biotope de la Haute-Saône
La liste des arrêtés de protection de biotope de la Haute-Saône présente les arrêtés de protection de biotope du département de la Haute-Saône,.
L’arrêté de protection de biotope est un outil réglementaire issue de la loi du 10 juillet 1976, relative à la protection de la nature. La création d'un arrêté de protection de biotope revient au préfet de département, généralement sur proposition d’association de protection de la nature.

## Liste
| Nom du biotope                                                                   | Communes                                                       | Date de création                             | Superficie(ha) | Motif de la protection | Remarques                                      | Illustration                   |
| -------------------------------------------------------------------------------- | -------------------------------------------------------------- | -------------------------------------------- | -------------- | ---------------------- | ---------------------------------------------- | ------------------------------ |
| Biotope des grottes de la Baume, de la Baume Noire et de Beaumotte (chiroptères) | Échenoz-la-Méline, Beaumotte-lès-Pin, Fretigney-et-Velloreille | Arrêté préfectoral n°88 du 21 décembre 2007  |                |                        | Arrêté préfectoral pour la grotte de Beaumotte |                                |
| Biotope de l’écrevisse à pattes blanches et de la truite fario                   |                                                                | Arrêté préfectoral n°1043 du 13 avril 2007   |                |                        |                                                |                                |
| Biotope de la plaine de Pusey, Vaivre-et-Montoille et Vesoul                     | Pusey, Vaivre-et-Montoille, Vesoul                             | Arrêté préfectoral n°3284 du 21 octobre 1999 |                |                        |                                                | Pelouse de la région de Vesoul |
| Biotope des pelouses sèches de Champlitte                                        | Champlitte                                                     | Arrêté préfectoral n°337 du 5 février 1999   |                |                        |                                                |                                |
| Biotope abritant des grands tétras                                               | Haut-du-Them-Château-Lambert, Miellin, Plancher-les-Mines      | Arrêté préfectoral n°962 bis du 10 mai 1990  |                |                        |                                                |                                |
| Biotope abritant les chiroptères                                                 | Bucey-lès-Gy                                                   | Arrêté préfectoral n°2299 du 3 octobre 1989  |                |                        |                                                |                                |
| Biotope des combles de la mairie de Port-sur-Saône                               | Port-sur-Saône                                                 | Arrêté préfectoral n°386 du 22 février 1988  |                |                        |                                                |                                |